# Мужская сборная Чехословакии по волейболу
Мужская национальная сборная команда Чехословакии по волейболу (чеш. Československé národní volejbalové mužstvo mužů, словац. Česko-slovenské národné volejbalové družstvo mužov) представляла Чехословакию на международных волейбольных соревнованиях, одна из сильнейших команд мира 1940—1960-х годов.

## История
Волейбол проник в Чехословакию в 1919 году благодаря солдатам её армии, воевавшим за границей. В 1924 году был образован Чехословацкий союз волейбола и баскетбола (чеш. Československý volejbalový a basketbalový svaz, ČVaBS) — первая в Европе национальная волейбольная организация, из которой в 1946 году выделился самостоятельный Чехословацкий волейбольный союз (чеш. Československý volejbalový svaz, ČVS).
27 сентября 1946 года в Праге состоялся первый международный матч сборной Чехословакии, которая в присутствии 6000 зрителей одержала победу над командой Франции со счётом 3:0 (15:11, 15:9, 15:8). В матче приняли участие Збышек Бенеш, Мирослав Вондржих, Людвик Горак, Отакар Коутский, Валента Моймир, Йозеф Рейхо, Отто Рыбачек, Йозеф Свобода, Зденек Хлуп и Йозеф Чешпива.
Летом 1947 года Прага принимала I Всемирный фестиваль молодёжи и студентов. Кульминацией волейбольного турнира стал матч команд Чехословакии и СССР, завершившийся победой советских волейболистов — 14:16, 15:10, 15:7. Хозяева, в составе которых играли будущие лидеры национальной сборной Франтишек Шварцкопф и Йозеф Брож, продемонстрировали хорошо организованную игру и непривычные для соперников тройной блок и высокую кручёную подачу. В том же году сборная Чехословакии осуществила победное турне по Франции и Алжиру.

Сборная Чехословакии — чемпион Европы 1948 года. Слева направо: верхний ряд: Йозеф Брож, Йозеф Тесарж, Франтишек Микота, Карел Брож, Йозеф Рейхо; нижний ряд: Йозеф Вотава, Станислав Линке, Ярослав Фучик, Йозеф Чешпива

В 1948 году в Риме сборная Чехословакии добыла первый титул чемпиона Старого Света. В отсутствие сборной СССР и других команд Восточной и Центральной Европы чехословацкие волейболисты, которыми руководил самый опытный игрок сборной 35-летний Йозеф Чешпива, одержали 5 побед с общим счётом 15:0. В период с 1949 по 1956 год сборная Чехословакии сыграла на двух чемпионатах Европы и трёх чемпионатах мира, потерпев в 44 матчах лишь 4 поражения — все от сборной Советского Союза.
В сентябре 1949 года на Зимнем стадионе Праги матч первого в истории чемпионата мира с участием сборных СССР и Чехословакии характеризовался, по словам Владимира Щагина, «самой трудной, упорной борьбой, которую только можно себе представить на волейбольной площадке». Сборная СССР сразу предложила соперникам быстрый темп и захватила инициативу в первой партии, которую соперники начали без считавшихся игроками основного состава нападающих Йозефа Тесаржа, Карела Брожа и Франтишека Шварцкопфа, но их выход на поле при счёте 12:7 в пользу СССР не повлиял на исход партии, в концовке которой — атакой поверх тройного блока и боковым ударом — отличился Константин Рева, а точку поставил Порфирий Воронин. Во второй партии хозяева выровняли игру, но вновь уступили — 11:15, а в третьей и вовсе навязали борьбу очко в очко. При счёте 14:15, оказавшись на грани поражения, чехословацкие мастера усилиями прежде всего Йозефа Тесаржа переломили ситуацию — 19:17. В четвёртом сете чехословацкому блоку становилось всё труднее справляться с комбинационной игрой советских волейболистов, но при счёте 8:13 подопечные Яна Фидлера смогли перестроить свою игру — 13:14, после чего удар в аут Тесаржа и мощная атака Алексея Якушева оформили чемпионство сборной СССР.
На чемпионате Европы 1950 года в Софии и чемпионате мира 1952 года в Москве поражения от советских волейболистов со счётом 0:3 оставляли сборную Чехословакии с серебряными наградами. В 1954 году сборную возглавил Йозеф Козак, с именем которого связаны возвращение титула чемпиона континента и первая победа на чемпионате мира.
Чемпионат Европы 1955 года в Бухаресте начался для его подопечных с побед над командами Польши и Венгрии, а в третьем туре сборная Чехословакии в очередной раз уступила команде СССР — 2:3. Однако советская дружина, состав которой после московского чемпионата мира значительно обновился, в дальнейшем потерпела три поражения и осталась за чертой призёров. Судьба чемпионского титула решилась в последний игровой день турнира в матче между имевшими одинаковое количество очков сборными Чехословакии и Болгарии. Обыграв болгар со счётом 3:0, чехи спустя семь лет завоевали звание сильнейшей команды Старого Света. Ряд игроков сборной под руководством Йозефа Козека тем же летом в Варшаве выиграли волейбольный турнир V Всемирного фестиваля молодёжи и студентов.
В 1956 году сборная Чехословакии выиграла «золото» на чемпионате мира в Париже, одержав 10 побед в 10 матчах турнира. В составе команды по-прежнему оставались призёры чемпионата мира-1949 (братья Брож, Яромир Палдус, Йозеф Тесарж и Франтишек Шварцкопф), а из игроков нового поколения можно выделить будущих участников Олимпийских игр — связующих Йозефа Мусила и Карела Паулуса и нападающего Богумила Голиана. В 1958 году сборная Чехословакии добыла очередной титул, заняв первое место на домашнем чемпионате Европы. Чехословацкие волейболисты выиграли золото и на I Универсиаде, проходившей в Турине; в составе команды выступали игроки национальной сборной Зденек Гумгал, Милослав Кемел и Милан Пурнох. 
Под руководством Йозефа Козака Чехословакия в 1959 году стала второй на Турнире трёх континентов в Париже, а спустя год — на чемпионате мира в Бразилии, на обоих турнирах проигрывая только сборной СССР. На чемпионате мира 1962 года при новом наставнике, Йозефе Броже, команда ЧССР снова стала второй, уступив не только СССР, но и Румынии. Эти команды входили в число фаворитов первого олимпийского турнира.
На Играх в Токио сборные Чехословакии и Советского Союза одержали со старта по четыре победы и очная встреча многолетних соперников в зале «Комадзава» имела решающее значение для определения победителя соревнования. Чехословацкие волейболисты, проигрывая со счётом 0:2 по партиям, смогли отыграться и выявление сильнейшего продолжилось в пятом сете. Со старта решающей партии подопечные Йозефа Брожа заработали преимущество — 5:2, но советские волейболисты, собрав в себе последние силы (герой концовки Дмитрий Воскобойников играл с повреждением колена, а капитан сборной Юрий Чесноков — с разбитым локтем правой руки), вырвали победу — 15:7 и 3:2 в трёхчасовом марафоне. На следующий день команда СССР уступила японцам, однако сборная Чехословакии, больше поражений не имевшая, не смогла возглавить турнирную таблицу, поскольку при равенстве очков у неё оказалось худшее соотношение партий.
В 1965 году сборную возглавил ранее уже работавший с ней Вацлав Матиашек. Его команда, обновившаяся после олимпийского турнира в Токио примерно наполовину (завершили выступления Зденек Гумгал, Карел Паулус, Ладислав Томан, Йозеф Шорм и Милан Чуда) заняла 3-е место на первом в истории розыгрыше Кубка мира, а через год стала победителем домашнего чемпионата планеты. На этом турнире сборная ЧССР одержала 10 побед подряд и лишь в заключительный игровой день, уже обеспечив себе титул, уступила волейболистам из Японии. Капитан команды Богумил Голиан и Йозеф Мусил стали двукратными чемпионами мира. В ноябре 1967 года в Стамбуле в последнем матче чемпионата Европы, фактическом финале первенства, сборная Чехословакии встречалась с командой СССР. По своему сценарию игра оказалась похожей на матч этих команд в рамках Олимпиады в Токио: подопечные Матиашека после проигрыша двух партий смогли сравнять счёт, но в решающем сете уступили — 10:15.
На Олимпийских играх в Мехико сборная Чехословакии после семи игровых дней занимала первую строчку в турнирной таблице, выиграв все свои матчи, в то время как советская команда начала турнир с сенсационного поражения от американцев. Однако в полной мере воспользоваться осечкой главного конкурента дружина Вацлава Матиашека не смогла, уступив в предпоследний игровой день сборной Польши. Судьба золотых медалей решилась в последнем матче олимпийского турнира, когда старые соперники вновь сошлись лицом к лицу. Вопреки сложившейся традиции командам на сей раз не пришлось играть все пять партий — меньше часа потребовалось сборной СССР для победы в трёх сетах и завоевания второго подряд олимпийского золота, и более того, проиграв матч, сборная Чехословакии опустилась на третье место, пропустив вперёд сборную Японии, имевшую при двух поражениях лучшее соотношение партий. Связующий Йозеф Мусил, нападающие Богумил Голиан, Петр Коп и Павел Шенк стали двукратными призёрами Олимпийских игр и после мексиканских баталий все они, за исключением Шенка, завершили выступления за сборную.
В 1969 году под руководством нового главного тренера, Карела Лазнички, сборная ЧССР заняла 2-е место на Турнире пяти континентов в Монтевидео и 5-е место на Кубке мира в ГДР, в 1970 году впервые в истории не смогла попасть в призёры чемпионата мира, проиграв в Софии коллективам ГДР, Болгарии и Японии, которые в итоге и завоевали награды. 1971 год был отмечен успешным выступлением на чемпионате Европы в Италии: команда Карела Лазнички финишировала следом за сборной СССР, обыграв в последнем туре извечного соперника со счётом 3:0. На Олимпийских играх в Мюнхене сборная Чехословакии не смогла подтвердить статус одного из фаворитов. Вследствие поражений от Болгарии и СССР она заняла третье место в группе предварительного этапа и не вышла в полуфинал, а по итогам утешительного турнира стала шестой. По сравнению с Играми-1968 в команде оставались Зденек Грёссл, Любомир Зайишек, Драгомир Коуделка, Владимир Петлак и Павел Шенк, для которого эта Олимпиада была третьей в карьере.
Как отмечал Владимир Саввин, главными качествами сборной Чехословакии времён её расцвета были «отличный блок, грамотная игра в защите, и, главное, умение до минимума сводить ошибки при владении мячом». Связующий сборной СССР Георгий Монзолевский также отмечал великолепную игру в защите и жёсткую игровую дисциплину чехословацких волейболистов:
Чехословацкая школа отличалась этакой академической манерой игры: аккуратностью, техничностью нападения, очень активной, порой даже тягучей защитой. У чехословацких волейболистов не было особо мощных нападающих, но почти не было и так называемых своих ошибок.
Тренер сборной Японии Ясутака Мацудайра отзывался о сборной ЧССР так:
История приучила чехов к выдержке и терпению. Глубоко спрятанный дух сопротивления в ожидании шанса для ответного удара, высокое индивидуальное мастерство стали духовной основой при создании чехословацкого волейбола.
К середине 1970-х годов сборная Чехословакии во многом утратила эти качества и превратилась из фаворита в крепкого середняка мирового волейбола, способного потрепать нервы любому более классному сопернику, но не готового показывать стабильные результаты. На Олимпийских играх 1976 года в Монреале, третьих в карьере знавших большие победы Драгомира Коуделки и Владимира Петлака, сборная ЧССР под руководством Петра Копа довольствовалась 5-м местом. На Олимпиаде-1980 в Москве чехословацкая команда, которую тренировал Павел Шенк, смогла выиграть только один матч (у кубинцев) и стала восьмой. Таким образом серебряные медали чемпионата Европы 1971 года, выигранные под руководством Карела Лазнички, оставались последним достижением сборной вплоть до 1985-го, когда тот же тренер привёл её на пьедестал континентального первенства и Кубка мира.
После «бархатного развода» правопреемником сборной Чехословакии в международных соревнованиях стала команда Чехии, а 19 мая 1993 года первый официальный матч в предквалификации чемпионата мира-1994 провела сборная Словакии. Однако в сентябре 1993 года чешские (Петер Гога, Милан Гадрава, Мартин Грох, Мартин Демар, Мартин Коп, Бронислав Микиска, Йозеф Смолка-младший) и словацкие (Андрей Краварик, Дан Матошка, Мариан Мигра, Рихард Немец, Штефан Хртянский-старший) волейболисты в последний раз сыграли вместе на чемпионате Европы в Финляндии. Сборная Чехии и Словакии одержала 2 победы при 5 поражениях и заняла 8-е место.

## Результаты выступлений

### Олимпийские игры
| \| Год \| И \| В \| П \| С/П \| Место \| \| ----- \| -- \| -- \| -- \| ----- \| ----- \| \| 1964 \| 9 \| 8 \| 1 \| 26:10 \| 2-е \| \| 1968 \| 9 \| 7 \| 2 \| 22:15 \| 3-е \| \| 1972 \| 7 \| 4 \| 3 \| 15:9 \| 6-е \| \| 1976 \| 6 \| 4 \| 2 \| 13:8 \| 5-е \| \| 1980 \| 6 \| 1 \| 5 \| 7:17 \| 8-е \| \| Всего \| 37 \| 24 \| 13 \| 83:59 \| \| |    | 1964: Богумил Голиан, Зденек Гумгал, Петр Коп, Йозеф Лабуда, Йозеф Мусил, Карел Паулус, Борис Перушич, Ладислав Томан, Милан Чуда, Павел Схенк, Вацлав Шмидл, Йозеф Шорм. · 1968: Богумил Голиан, Зденек Грёссл, Любомир Зайишек, Петр Коп, Драгомир Коуделка, Йозеф Мусил, Владимир Петлак, Антонин Прохазка, Иржи Свобода, Йозеф Смолка, Франтишек Сокол, Павел Шенк. |    |       |       |
| Год | И  | В | П  | С/П   | Место |
| 1964 | 9  | 8 | 1  | 26:10 | 2-е   |
| 1968 | 9  | 7 | 2  | 22:15 | 3-е   |
| 1972 | 7  | 4 | 3  | 15:9  | 6-е   |
| 1976 | 6  | 4 | 2  | 13:8  | 5-е   |
| 1980 | 6  | 1 | 5  | 7:17  | 8-е   |
| Всего | 37 | 24 | 13 | 83:59 |       |

### Чемпионаты мира
| \| Год \| И \| В \| П \| С/П \| Место \| \| ----- \| --- \| -- \| -- \| ------- \| ----- \| \| 1949 \| 7 \| 6 \| 1 \| 19:3 \| 2-е \| \| 1952 \| 7 \| 6 \| 1 \| 18:7 \| 2-е \| \| 1956 \| 10 \| 10 \| 0 \| 30:7 \| 1-е \| \| 1960 \| 10 \| 9 \| 1 \| 27:7 \| 2-е \| \| 1962 \| 11 \| 9 \| 2 \| 28:15 \| 2-е \| \| 1966 \| 11 \| 10 \| 1 \| 32:11 \| 1-е \| \| 1970 \| 11 \| 8 \| 3 \| 25:13 \| 4-е \| \| 1974 \| 11 \| 7 \| 4 \| 26:17 \| 5-е \| \| 1978 \| 9 \| 6 \| 3 \| 23:14 \| 5-е \| \| 1982 \| 9 \| 5 \| 4 \| 20:13 \| 9-е \| \| 1986 \| 8 \| 3 \| 5 \| 10:15 \| 8-е \| \| 1990 \| 6 \| 3 \| 3 \| 11:13 \| 9-е \| \| Всего \| 110 \| 82 \| 28 \| 269:135 \| \| |     | 1949: Милош Боугал, Йозеф Брож, Карел Брож, Йозеф Вотава, Вацлав Матиашек, Франтишек Микота, Яромир Палдус, Йозеф Рейхо, Зденек Соукуп, Йозеф Тесарж, Ярослав Фучик, Франтишек Шварцкопф. · 1952: Йозеф Брож, Карел Брож, Йозеф Вотава, Иржи Йонаш, Иржи Кучера, Карел Лазничка, Зденек Малый, Франтишек Микота, Йозеф Мусил, Яромир Палдус, Йосеф Тесарж, Ярослав Фучик. · 1956: Йозеф Брож, Карел Брож, Богумил Голиан, Карел Лазничка, Зденек Малый, Йозеф Мусил, Яромир Палдус, Карел Паулус, Милан Пурнох, Ладислав Сыновец, Йозеф Тесарж, Франтишек Шварцкопф. · 1960: Юлиус Веселко, Богумил Голиан, Зденек Гумгал, Зденек Малый, Йозеф Мусил, Яромир Палдус, Карел Паулус, Йозеф Столаржик, Ладислав Томан, Вилем Шашинка, Вацлав Шмидл, Йозеф Шорм. · 1962: Богумил Голиан, Зденек Гумгал, Антонин Коваржик, Петр Коп, Вацлав Кршиж, Йозеф Мусил, Карел Паулус, Йосеф Столаржик, Ладислав Томан, Павел Шенк, Вацлав Шмидл, Йозеф Шорм. · 1966: Богумил Голиан, Зденек Грёссл, Петр Коп, Драгомир Коуделка, Йозеф Лабуда, Антонин Мозр, Йозеф Мусил, Борис Перушич, Владимир Петлак, Йозеф Смолка, Павел Шенк, Вацлав Шмидл. |    |         |       |
| Год | И   | В | П  | С/П     | Место |
| 1949 | 7   | 6 | 1  | 19:3    | 2-е   |
| 1952 | 7   | 6 | 1  | 18:7    | 2-е   |
| 1956 | 10  | 10 | 0  | 30:7    | 1-е   |
| 1960 | 10  | 9 | 1  | 27:7    | 2-е   |
| 1962 | 11  | 9 | 2  | 28:15   | 2-е   |
| 1966 | 11  | 10 | 1  | 32:11   | 1-е   |
| 1970 | 11  | 8 | 3  | 25:13   | 4-е   |
| 1974 | 11  | 7 | 4  | 26:17   | 5-е   |
| 1978 | 9   | 6 | 3  | 23:14   | 5-е   |
| 1982 | 9   | 5 | 4  | 20:13   | 9-е   |
| 1986 | 8   | 3 | 5  | 10:15   | 8-е   |
| 1990 | 6   | 3 | 3  | 11:13   | 9-е   |
| Всего | 110 | 82 | 28 | 269:135 |       |

### Чемпионаты Европы
| \| Год \| И \| В \| П \| С/П \| Место \| \| ----- \| --- \| -- \| -- \| ------- \| ----- \| \| 1948 \| 5 \| 5 \| 0 \| 15:0 \| 1-е \| \| 1950 \| 5 \| 4 \| 1 \| 12:6 \| 2-е \| \| 1955 \| 10 \| 9 \| 1 \| 29:5 \| 1-е \| \| 1958 \| 11 \| 10 \| 1 \| 32:7 \| 1-е \| \| 1963 \| 9 \| 5 \| 4 \| 22:14 \| 5-е \| \| 1967 \| 10 \| 9 \| 1 \| 29:9 \| 2-е \| \| 1971 \| 8 \| 7 \| 1 \| 21:5 \| 2-е \| \| 1975 \| 7 \| 3 \| 4 \| 12:14 \| 6-е \| \| 1977 \| 7 \| 4 \| 3 \| 14:13 \| 6-е \| \| 1979 \| 7 \| 2 \| 5 \| 9:17 \| 6-е \| \| 1981 \| 7 \| 4 \| 3 \| 16:14 \| 4-е \| \| 1983 \| 7 \| 3 \| 4 \| 11:14 \| 5-е \| \| 1985 \| 7 \| 6 \| 1 \| 18:7 \| 2-е \| \| 1989 \| 7 \| 4 \| 3 \| 16:11 \| 6-е \| \| 1991 \| 7 \| 0 \| 7 \| 5:21 \| 11-е \| \| 1993 \| 7 \| 2 \| 5 \| 10:18 \| 8-е \| \| Всего \| 121 \| 77 \| 44 \| 271:178 \| \| |     | 1948: Йозеф Брож, Карел Брож, Йозеф Вотава, Станислав Линке, Франтишек Микота, Йозеф Рейхо, Йозеф Тесарж, Ярослав Фучик, Йосеф Чешпива. · 1950: Йозеф Брож, Карел Брож, Йозеф Вотава, Иржи Йонаш, Эвжен Кроб, Вацлав Матиашек, Франтишек Микота, Антонин Ногол, Яромир Палдус, Вацлав Рабан, Йозеф Тесарж, Ярослав Фучик. · 1955: Карел Брож, Зденек Гумгал, Иржи Йонаш, Карел Лазничка, Зденек Малый, Йозеф Мусил, Яромир Палдус, Карел Паулус, Милан Пурнох, Ладислав Сыновец, Йозеф Тесарж, Франтишек Шварцкопф. · 1958: Богумил Голиан, Зденек Гумгал, Милослав Кемел, Карел Лазничка, Зденек Малый, Йозеф Мусил, Яромир Палдус, Карел Паулус, Милан Пурнох, Ладислав Сыновец, Йозеф Тесарж, Ладислав Томан. · 1967: Богумил Голиан, Зденек Грёссл, Петр Коп, Драгомир Коуделка, Антонин Мозр, Йозеф Мусил, Владимир Петлак, Антонин Прохазка, Иржи Свобода, Йозеф Смолка, Павел Шенк, Вацлав Шмидл. · 1971: Милан Вапенка, Зденек Грёссл, Любомир Зайишек, Драгомир Коуделка, Мирослав Некола, Людвик Немец, Петр Павлик, Владимир Петлак, Штефан Пипа, Ярослав Станцо, Ярослав Томаш, Павел Шенк. · 1985: Павел Барборка, Пршемысл Блага, Бронислав Микиска, Зденек Калаб, Цирил Крейчи, Йозеф Новотный, Игор Преложный, Иван Струменский, Милан Черноушек, Штефан Хртянский, Ярослав Шмид, Гельмут Ямка. |    |         |       |
| Год | И   | В | П  | С/П     | Место |
| 1948 | 5   | 5 | 0  | 15:0    | 1-е   |
| 1950 | 5   | 4 | 1  | 12:6    | 2-е   |
| 1955 | 10  | 9 | 1  | 29:5    | 1-е   |
| 1958 | 11  | 10 | 1  | 32:7    | 1-е   |
| 1963 | 9   | 5 | 4  | 22:14   | 5-е   |
| 1967 | 10  | 9 | 1  | 29:9    | 2-е   |
| 1971 | 8   | 7 | 1  | 21:5    | 2-е   |
| 1975 | 7   | 3 | 4  | 12:14   | 6-е   |
| 1977 | 7   | 4 | 3  | 14:13   | 6-е   |
| 1979 | 7   | 2 | 5  | 9:17    | 6-е   |
| 1981 | 7   | 4 | 3  | 16:14   | 4-е   |
| 1983 | 7   | 3 | 4  | 11:14   | 5-е   |
| 1985 | 7   | 6 | 1  | 18:7    | 2-е   |
| 1989 | 7   | 4 | 3  | 16:11   | 6-е   |
| 1991 | 7   | 0 | 7  | 5:21    | 11-е  |
| 1993 | 7   | 2 | 5  | 10:18   | 8-е   |
| Всего | 121 | 77 | 44 | 271:178 |       |

### Кубок мира
| \| Год \| И \| В \| П \| С/П \| Место \| \| ----- \| -- \| - \| - \| ----- \| ----- \| \| 1965 \| 5 \| 3 \| 2 \| 12:8 \| 3-е \| \| 1969 \| 5 \| 1 \| 4 \| 6:13 \| 5-е \| \| 1985 \| 7 \| 5 \| 2 \| 16:11 \| 3-е \| \| Всего \| 17 \| 9 \| 8 \| 34:32 \| \| |    | 1965: Зденек Грёссл, Петр Коп, Драгомир Коуделка, Йозеф Лабуда, Петр Павлик, Владимир Петлак, Павел Пешка, Борис Перушич, Иржи Свобода, Йозеф Смолка, Павел Шенк, Вацлав Шмидл. · 1985: Павел Барборка, Пршемысл Блага, Зденек Калаб, Цирил Крейчи, Бронислав Микиска, Йозеф Новотный, Игор Преложный, Иван Струменский, Милан Черноушек, Штефан Хртянский, Ярослав Шмид, Гельмут Ямка. |   |       |       |
| Год | И  | В | П | С/П   | Место |
| 1965 | 5  | 3 | 2 | 12:8  | 3-е   |
| 1969 | 5  | 1 | 4 | 6:13  | 5-е   |
| 1985 | 7  | 5 | 2 | 16:11 | 3-е   |
| Всего | 17 | 9 | 8 | 34:32 |       |

### Другие турниры
- Турнир трёх континентов (1959) — 2-е место: Гандлирж, Богумил Голиан, Зденек Гумгал, Вацлав Кршиж, Карел Лазничка, Зденек Малый, Йозеф Мусил, Яромир Палдус, Карел Паулус, Ладислав Сыновец, Йозеф Тесарж, Ладислав Томан.
- Турнир пяти континентов (1969) — 2-е место: Милан Вапенка, Зденек Грёссл, Любомир Зайишек, Драгомир Коуделка, Милош Легкий, Антонин Мозр, Людвик Немец, Петр Павлик, Владимир Петлак, Антонин Прохазка, Ярослав Станцо, Павел Шенк.
- «Дружба-1984» — 4-е место.
- Игры доброй воли-1986 — 6-е место.

## Тренеры
| - 1948 — Йозеф Чешпива - 1949—1950 — Ян Фидлер - 1952—1953 — Вацлав Матиашек - 1954—1960 — Йозеф Козак - 1962—1964 — Йозеф Брож - 1965—1968 — Вацлав Матиашек - 1969—1972 — Карел Лазничка | - 1974—1979 — Петр Коп - 1980 — Павел Шенк - 1981—1984 — Душан Мелишек - 1984—1988 — Карел Лазничка - 1988—1990 — Йозеф Матейка - 1990—1991 — Зденек Поммер - 1993 — Петер Кальный |